# Parque nacional Deepwater
Deepwater es un parque nacional en Queensland (Australia), ubicado a 103 km al noroeste de Bundaberg y a 375 km al norte de Brisbane.

## Datos
- Área: 43 km²
- Coordenadas: 24°15′40″S 151°53′31″E / -24.26111, 151.89194
- Fecha de Creación: 1988
- Administración: Servicio para la Vida Salvaje de Queensland
- Categoría IUCN: II

Véase también:
- Zonas protegidas de Queensland